# Johann George Seiler
Johann George Seiler (* 9. November 1767 in Halberstadt; † 18. März 1846 in Aschersleben) war ein deutscher Jurist und Abgeordneter der Reichsstände des Königreichs Westphalen.

## Leben
Johann George Seiler wurde als Sohn des gleichnamigen Halberstädter Fabrikanten (Zeugmacher) und dessen Gemahlin Anna Margarethe Diedrichsen geboren. Nach dem Abitur und Jurastudium war er vom 22. Januar 1796 bis zum Jahre 1802 Syndikus in Aschersleben. Im Anschluss an diese Tätigkeit übte er als Direktor des Königlich-Preußischen Land- und Stadtgerichts Aschersleben bis 1808 das Amt des Stadt- und danach des Friedensrichters aus. 
Vom 2. Juni 1808 bis zum 26. Oktober 1813 in der Franzosenzeit war er als Grundbesitzer für das Saale-Departement Abgeordneter der Reichsstände des Königreichs Westphalen. 

## Auszeichnungen
Roter Adlerorden III. Klasse